# Болдри, Максим
Макси́м Алекса́ндр Бо́лдри (англ. Maxim Alexander Baldry; род. 5 января 1996 года, Редхилл, Суррей, Англия, Великобритания) — британский актёр англо-русского происхождения.

## Биография
Максим Болдри родился в Редхилле, Англия, в семье Саймона и Карины Болдри. Его мать родилась в России, а его дед по материнской линии — грузин. Его семья жила в Москве и Варшаве до семилетия Макса. Он учился в школе Гэйхёрст во время работы его отца на фирму Cadbury; в 2003 году Болдри вернулись в Англию. Он свободно говорит на русском и английском языках. В 2008 году он поступил в школу Стоук Мэндвилл, где участвовал во многих школьных спортивных мероприятиях, и обучался танцам, пению и актёрскому мастерству в старшей школе Джеки Палмер.
В 2005 году Болдри озвучил Чучо в английской версии мультфильма «Маленький полярный медвежонок 2: Таинственный остров». В 2007 году в телесериале «Рим» Болдри сыграл Цезариона, сына Юлия Цезаря и Клеопатры. Также в 2007 году он исполнил роль русского мальчика Степана в фильме «Мистер Бин на отдыхе».
В 2016—2017 годах играл Лиама Донована в британской мыльной опере «Холлиокс». В 2020 году Болдри получил гостевую роль Джона Полидори в эпизоде сериала «Доктор Кто» «Призраки виллы Диодати». После нескольких месяцев работы над ролью в телеадаптации Amazon Prime «Властелин колец: Кольца власти» было подтверждено, что он присоединился к актёрскому составу в декабре 2020 года в роли Исильдура.

## Фильмография
| Год          |     | Русское название                                     | Оригинальное название                          | Роль          |
| ------------ | --- | ---------------------------------------------------- | ---------------------------------------------- | ------------- |
| 2005         | мф  | Маленький полярный медвежонок 2: Таинственный остров | The Little Polar Bear 2: The Mysterious Island | Чучо          |
| 2007         | с   | Рим                                                  | Rome                                           | Цезарион      |
| 2007         | ф   | Мистер Бин на отдыхе                                 | Mr. Bean's Holiday                             | Степан        |
| 2009         | кор | Кинематограф                                         | The Kinematograph                              | газетчик      |
| 2012         | с   | Сэди Джей                                            | Sadie J                                        | Джазпер       |
| 2013         | с   | Молокососы                                           | Skins                                          | Банджо        |
| 2016—2017    | с   | Холлиокс                                             | Hollyoaks                                      | Лиам Донован  |
| 2018         | тф  | Озеро страха: Наследие                               | Lake Placid: Legacy                            | Дэйн          |
| 2019         | с   | Годы                                                 | Years and Years                                | Виктор Горая  |
| 2019         | ф   | Рождество на двоих                                   | Last Christmas                                 | Эд            |
| 2020         | с   | Доктор Кто                                           | Doctor Who                                     | Джон Полидори |
| 2020         | с   | Ответный удар                                        | Strike Back                                    | Лорик         |
| 2022 — н. в. | с   | Властелин колец: Кольца власти                       | The Lord of the Rings: The Rings of Power      | Исильдур      |